# Медведово (Новгородская область)
Медведово — деревня в Старорусском районе Новгородской области. Входит в состав Новосельского сельского поселения.

## География
Деревня находится на автодороге Старая Русса — Холм. Ближайший населённые пункты — деревни Глухая Горушка (2,5 км к югу) и Севриково (1,5 км к северу). Площадь территории деревни — 36,2 га.

### Часовой пояс
Деревня Медведово, как и вся Новгородская область, находится в часовой зоне МСК (московское время). Смещение применяемого времени относительно UTC составляет +3:00.

## История
В Новгородской земле местность, где расположена деревня, относилась к Шелонской пятине. До апреля 2010 года входила в состав упразднённого Пробужденского сельского поселения.

## Население
| 2010 | 2011 |
| ---- | ---- |
| 25   | ↘24  |